# Ring Mountain
Ring Mountain är ett berg i Kanada.   Det ligger i provinsen British Columbia, i den sydvästra delen av landet, 3 500 km väster om huvudstaden Ottawa. Toppen på Ring Mountain är 2 192 meter över havet, eller 264 meter över den omgivande terrängen. Bredden vid basen är 1,5 km.
Terrängen runt Ring Mountain är bergig åt nordväst, men åt sydost är den kuperad. Ring Mountain ligger uppe på en höjd som går i nord-sydlig riktning.Trakten runt Ring Mountain är nära nog obefolkad, med mindre än två invånare per kvadratkilometer.. Det finns inga samhällen i närheten. 
Trakten runt Ring Mountain är permanent täckt av is och snö.